# Буттрио
Буттрио (итал. Buttrio) — коммуна в Италии, располагается в регионе Фриули-Венеция-Джулия, в провинции Удине.
Население составляет 4091 человек (2008 г.), плотность населения составляет 231 чел./км². Занимает площадь 18 км². Почтовый индекс — 33042. Телефонный код — 0432.
В коммуне 15 августа особо празднуется Успение Пресвятой Богородицы.
В Буттрио расположена штаб-квартира компании Danieli SpA, крупнейшего в мире производителя оборудования и технологий для чёрной металлургии.

## Демография
Динамика населения:

## Администрация коммуны
- Официальный сайт: http://www.comune.buttrio.ud.it/